# 天朝总圣库、英王府遗址
天朝总圣库、英王府遗址位于中国江苏省南京市秦淮区水西门内升州路416号，建于清咸丰九年（1859年）前后，1975年南京药材公司扩建仓库时被发现。该建筑群在太平天国前期为天朝总圣库（太平天国国库），存放金、银、绸缎等；后期为英王陈玉成王府。太平天国失败后被李鸿章改为安徽会馆。建筑群南部一部分已于民国时期因修筑道路拆除，1949年后北部和西边为原南京毛巾厂所改建，中部和南部则被长期作为南京药材公司仓库，现已空置。1982年被列为江苏省文物保护单位。
该建筑群原南至升州路，北至安品街，东西分别至登隆巷和仓巷，分为东、中、西三路，中路原为五进，现存三进（均为五开间），东路存两进，西路存四进（均为三开间），西路右侧另存楼房两进，平房一座，另有一些其他附属建筑。遗址内出土了多个石构件，共有180个不同的浮雕画面，体现了太平天国时期的石刻特点，现存于太平天国壁画展览馆和太平天国历史博物馆。